# Oberea kangeana
Oberea kangeana är en skalbaggsart som beskrevs av Stefan von Breuning 1969. Oberea kangeana ingår i släktet Oberea och familjen långhorningar. Inga underarter finns listade i Catalogue of Life.